# El cadáver exquisito
El cadáver exquisito o Las crueles és una pel·lícula espanyola de cinema negre, cinema art i thriller psicològic del 1969 dirigida per Vicente Aranda, basada en la narració curta Bailando Para Parker escrita per Gonzalo Suárez. La trama segueix un pare de família i editor que comença a rebre per correu parts del cos tallades dos anys després que la seva amant se suïcidés. Junt amb una d'aquestes parts sagnants hi ha una carta de xantatge de l'antiga amant lesbiana de la dona morta que busca venjança.

## Trama
Es veu a una noia que lentament i deliberadament deixa el cap a les vies del ferrocarril quan s'aproxima un tren. Dos anys més tard, Carlos, un respectable pare de família i editor de novel·les de terror de rep un paquet groc anònim que conté una mà humana tallada. L'enterra en un parc proper. El següent paquet groc que rep el deixa sense obrir en un banc de la ciutat. Tot i això, quan arriba a casa l'espera el paquet. Aquest conté un vestit esquinçat i una fotografia d'una noia. La seva bella dona li llegeix un telegrama i li pregunta si li agradaria un avantbraç. Intenta feblement mentir sobre el contingut amb una explicació relacionada amb el treball a la seva dona. Ara sospitosa, l'esposa de Carlos segueix el seu marit i veu que també el segueix una misteriosa dona de negre.
Sense dir paraula, Carlos entra al cotxe de la dona misteriosa. Ella el condueix a la seva casa remota, on li fa veure àcid lisèrgic incrustat en paper de color vermell. De sobte apareix un llarg passadís que es dirigeix a la veu d'una dona que lamenta el seu amor perdut. Arriba al final del passadís per descobrir la veu que emana d'una gravadora. Troba el cos de la dona en una nevera, pàl·lida però immaculada. Quan es desperta de l'estupor de la droga l'editor torna a estar a casa, amb el cos cobert de groc. La seva dona li explica que va rebre una trucada de Parker, la misteriosa dona, i que va anar a casa seva per buscar-lo. L'esposa no creu ni l'explicació que va donar el seu marit ni la que rep de Parker sobre el que ha passat.
Tractant de ser sincer amb la seva dona, l'editor li explica com fa dos anys va conèixer la jove de la nevera. Ella es deia Esther. En un flashback, a Esther se la veu a una cafeteria amb algunes pastilles. Sembla avorrida, però amb moltes ganes de lligar amb l'editor. Poc després es van convertir en amants. Llavors, Carlos i Esther, ara parella, es veien a prop del mar. Mentre es dirigeix cap al penya-segat, diu: "Jo moriria perquè el meu amor per tu perduri. Així que la indiferència no la matarà".
Amb calma, la dona de l'editor confessa que ho sabia tot. Havia contractat un detectiu per espiar el seu marit. De fet, va ser el detectiu qui va salvar Esther quan va posar el cap a la via del tren. A través dels records col·lectius de l'editor, la seva dona i Parker, es narra la corrosió del romanç.
Afligida i amb el cor trencat després de ser rebutjada per l'editor, Esther va caure sota l'encanteri d'un metge que li va dir curar la leucèmia. Esther es troba amb Parker en un hotel de París. Enamorat d'ella, Parker va rescatar Esther del falsificador sanador. Tot i això, Esther no es va recuperar mai del seu malaurat afer amb l'editor. Després d'alguns intents de suïcidi, un dia Parker va trobar a Esther morta amb una ampolla buida a la mà. Parker ara planeja venjar-se de la mort de la seva estimada. Va començar a enviar els macabres paquets grocs. L'últim conté el cap trencat d'Esther. L'editor truca a la policia, però quan arriben a la casa de Parker per investigar-la, ha marxat amb el seu xofer cap a París. Seduïda per Parker, l'esposa de l'editor va dins del cotxe de Parker i marxa amb ella.

## Repartiment
La pel·lícula compta amb un repartiment internacional encapçalat per l'actriu francesa Capucine, l'argentí Carlos Estrada, la britànica Judy Matheson i la catalana Teresa Gimpera.
- Capucine - Parker (Lucia Fonte)
- Carlos Estrada - Editor
- Teresa Gimpera - Esposa de l'Editor's wife
- Judy Matheson - Esther Casino
- José María Blanco - l'escriptor
- Alicia Tomás - la secratària
- Luis Ciges - el funcionari
- Joaquín Vilar - el nen

## Producció
Després que les seves pel·lícules anteriors fossin rebudes amb indiferència per part de crítica i públic, per al seu tercer projecte Vicente Aranda va adoptar un enfocament comercial barrejant tons fantàstics i eròtics a El cadáver exquisito. La pel·lícula es va veure afectada per una sèrie de problemes: el rodatge va durar molt de temps; Aranda va patir un accident durant el rodatge que el va obligar a treballar estirat en una llitera i finalment va tenir una batalla legal amb els productors. A Aranda li caldrien molts anys recuperar la propietat d'aquest film. L'experiència el va portar a fundar la seva pròpia companyia de producció.
Aranda havia comprat els drets cinematogràfics del llibre de Gonzalo Suárez Trece veces Trece que incloïa la narració Bailando Para Parker. Aranda i Suárez havien discutit sobre Fata Morgana, un projecte anterior dirigit per Aranda i escrit per Suárez, a causa del disgust de Suárez per la pel·lícula resultant.
Durant molt de temps hi va haver almenys cinc guions diferents i el final de la pel·lícula varia de la seva font original: "Bailando Para Parker" acaba d'una manera diferent a El cadáver exquisito. Aranda va trobar inspiració per al guió a les cartes de Mariana Alcoforado, incloent el tema de les seves famoses cartes: Morir per amor que s'utilitza en la seqüència quan l'editor descobreix el cadàver de la seva anterior amant. La producció es va enlairar quan els productors estatunidencs van mostrar interès pel projecte i es van oferir a coproduir la pel·lícula, venent-la anticipadament al mercat estatunidenc.

## Títol
El cadáver exquisito era el títol original de la pel·lícula, però els productors el van rebutjar, pensant que tenia poc atractiu comercial. Aleshores Aranda va proposar titular la pel·lícula Las Crueles, un títol que encaixava la trama, i va ser escollida quan es va estrenar. Anys després quan la pel·lícula fou emesa a la televisió, Aranda va lliurar una transferència de vídeo que encara portava el títol original El cadáver exquisito i que també va ser el títol que es va utilitzar quan es va publicar a VHS. A partir de llavors la pel·lícula ha estat més coneguda pel seu títol original.

## Anàlisi
El director Vicente Aranda va intentar un enfocament més comercial per a la seva tercera pel·lícula, però encara la va emmarcar dins dels límits de l'Escola de Barcelona. La primera part és hitchcockiana en el seu desenvolupament de la intriga i el seu humor macabre, però a la segona meitat el misteri s'explica amb detall.

## Recepció
El cadáver exquisito va ser una de les quatre pel·lícules realitzades a finals dels anys 1960 basades en històries escrites per Gonzalo Suárez. Antxon Ezeiza va dirigit Cuerpo Presente (1965) produïda per Elias Querejeta. El propi Suárez va escriure, produir i dirigir Ditirambo (1967) i Vicente Aranda va fer Fata Morgana i El cadáver exquisito. D'aquestes quatre pel·lícules El cadáver exquisito va ser l'única que va tenir certa audiència.